# Marián Gáborík
Marián Gáborík (ur. 14 lutego 1982 w Trenczynie) – słowacki hokeista, reprezentant Słowacji, dwukrotny olimpijczyk.

## Kariera

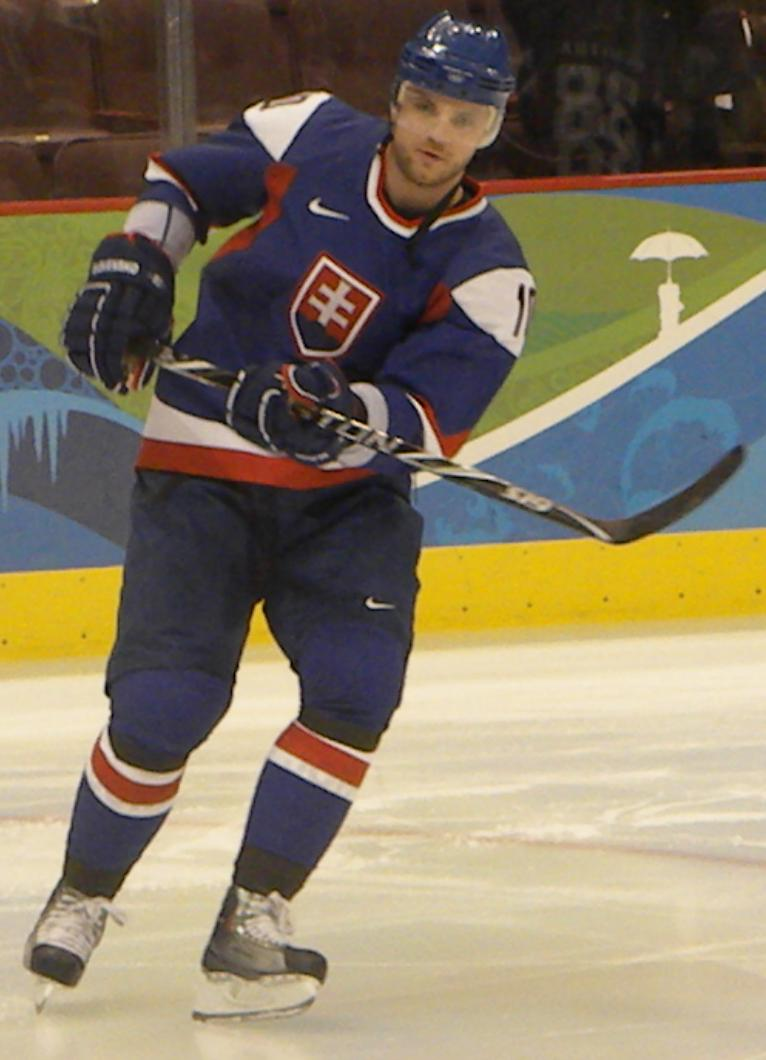
Marián Gáborík w barwach reprezentacji Słowacji (2010)

- HK Dukla Trenczyn U20 (1997–1998)
- HK Dukla Trenczyn (1998–2000)
- Minnesota Wild (2000–2004)
- HK Dukla Trenczyn (2003, 2004–2005)
- Färjestads BK (2004)
- Minnesota Wild (2005–2009)
- New York Rangers (2009–2013)
- Columbus Blue Jackets (2013-2014)
- Los Angeles Kings (2014-2018)
- Ottawa Senators (2018)

Wychowanek Dukli Trenczyn. Od 2000 występuje w lidze NHL. Przez osiem sezonów grał w klubie Minnesota Wild. Od lipca 2009 jest zawodnikiem New York Rangers, związany pięcioletnim kontraktem. Od kwietnia 2013 roku zawodnik. Od marca 2014 zawodnik Los Angeles Kings. Z klubem zdobył w tym samym sezonie Puchar Stanleya, a w czerwcu 2014 przedłużył kontrakt o siedem lat. Od lutego 2018 zawodnik Ottawa Senators. Dokończył tam edycję NHL (2017/2018), ale sezonach NHL (2018/2019) i NHL (2019/2020) już nie wystąpił w barwach tego zespołu. W grudniu 2020 przeszedł do Tampa Bay Lightning i tam też nie zagrał już meczu w sezonie NHL (2020/2021). Na początku listopada 2021, mając prawie 40 lat, ogłosił zakończenie kariery.
Uczestniczył w turniejach mistrzostw świata w 2001, 2004, 2005, 2007, 2011, 2015, Pucharu Świata 2004 oraz zimowych igrzysk olimpijskich 2006, 2010. W 2014 kontuzja wykluczyła jego udział w igrzyskach olimpijskich 2014 w Soczi. W barwach zespołu Europy brał udział w turnieju Pucharu Świata 2016.

## Sukcesy
Reprezentacyjne
- Złoty medal mistrzostw świata juniorów do lat 18: 1999
- Brązowy medal mistrzostw świata juniorów do lat 20: 1999
- Finał Pucharu Świata: 2016 z kadrą Europy

Klubowe
- Brązowy medal mistrzostw Słowacji: 2000, 2005
- Srebrny medal mistrzostw Szwecji: 2005 z Färjestads BK
- Mistrzostwo dywizji NHL: 2007/2008 z Minnesota Wild, 2012 z New York Rangers
- Mistrzostwo konferencji NHL: 2012 z New York Rangers
- Prince of Wales Trophy: 2012 z New York Rangers
- Puchar Stanleya – mistrzostwo NHL: 2014 z Los Angeles Kings

Indywidualne
- Mistrzostwa świata do lat 18 w hokeju na lodzie mężczyzn 1999:
  - Pierwsze miejsce w klasyfikacji asystentów turnieju: 8 asyst
  - Pierwsze miejsce w klasyfikacji kanadyjskiej turnieju: 11 punktów
  - Skład gwiazd turnieju
  - Najlepszy napastnik turnieju[10]
- NHL (2007/2008):
  - NHL All-Star Game
- NHL (2011/2012):
  - NHL All-Star Game
  - Najbardziej Wartościowy Zawodnik (MVP) Meczu Gwiazd NHL
- Mistrzostwa Świata w Hokeju na Lodzie 2015/Elita:
  - Jeden z trzech najlepszych zawodników reprezentacji na turnieju[11]

Wyróżnienie
- Złoty Krążek – nagroda dla najlepszego słowackiego hokeisty sezonu: 2014[12]